# FS ALn 663 sorozat
Az FS Aln 663 sorozat egy olasz (1A)(A1) tengelyelrendezésű dízelmotorvonat-sorozat. 1983 és 1993 között gyártotta a FIAT Ferroviaria. Összesen 130 db készült belőle két szériában az FS részére.